# Miasto Zabok
Miasto Zabok (chorw. Grad Zabok) – jednostka administracyjna w Chorwacji, w żupanii krapińsko-zagorskiej. W 2011 roku liczyła 8994 mieszkańców.